# Playmates
Playmates är det fjärde studioalbumet av det engelska rockbandet Small Faces, och det första under deras återförening. Albumet skapades av Steve Marriott, Ian McLagan, Kenney Jones och Rick Wills när de återförenades i slutet av sjuttiotalet och spelade in albumet tillsammans med albumet 78 in the Shade. Ronnie Lane lämnade bandet innan albumet spelades in.

## Låtlista
Sida 1
1. "High and Happy" (Steve Marriott) – 2:42
2. "Never Too Late" (Ian McLagan/Steve Marriott) – 3:50
3. "Tonight" (Ian McLagan/William Pidgeon) – 2:47
4. "Saylarvee" (Steve Marriott) – 2:17
5. "Find It" (Ian McLagan/Kenney Jones/Ronald Lane/Steve Marriott) – 6:01

Sida 2
1. "Lookin' for a Love" (J. W. Alexander/Zelda Samuels) – 3:13
2. "Playmates" (Steve Marriott) – 3:37
3. "This Song's Just For You"	(Ian McLagan/Steve Marriott) – 4:06
4. "Drive-In Romance"	(William Pidgeon/Steve Marriott) – 5:11
5. "Smilin' in Tune" (Ian McLagan/Steve Marriott) – 4:44

## Medverkande
Small Faces
- Steve Marriott – gitarr, munspel, sång
- Ian McLagan – keyboard, sång
- Rick Wills – basgitarr, sång
- Kenney Jones – trummor, sång

Bidragande musiker
- Dave Hynes, Greg Ridley, P.P. Arnold, Vicki Brown – bakgrundssång
- Joe Brown – mandolin, akustisk gitarr, bakgrundssång
- Mel Collins – saxofon

Produktion
- Kemastri (Ke = Kenney Jones, Ma = Ian McLagan, St = Steve Marriott, Ri = Rick Wills) – musikproducent
- Shel Talmy – musikproducent (på "Lookin' for a Love")
- John Wright – ljudtekniker
- Arun Chakraverty – mastering
- Dan Fern – omslagskonst
- Brian Aris – foto